# Betanzos (kommunhuvudort)
Betanzos är en kommunhuvudort i Spanien.   Den ligger i provinsen Provincia da Coruña och regionen Galicien, i den nordvästra delen av landet, 500 km nordväst om huvudstaden Madrid. Betanzos ligger 2 meter över havet och antalet invånare är 13 680.
Terrängen runt Betanzos är platt åt nordväst, men åt sydost är den kuperad. Betanzos ligger nere i en dal. Runt Betanzos är det ganska glesbefolkat, med 43 invånare per kvadratkilometer. Närmaste större samhälle är A Coruña, 17,8 km nordväst om Betanzos. I omgivningarna runt Betanzos växer i huvudsak blandskog.